# Anton Strålman
Anton Strålman (1º agosto 1986) è un hockeista su ghiaccio svedese.

## Palmarès

### Mondiali
- 2 medaglie:
  - 1 oro (Germania/Francia 2017)
  - 1 bronzo (Svizzera 2009)